# Максим Норо
Максим Норо (фр. Maxim Noreau; 24 травня 1987, Монреаль, Квебек) — канадський хокеїст, захисник.

## Клубна кар'єра
22 травня 2008, Норо як вільний агент підписав трирічний контракт із клубом НХЛ Міннесота Вайлд. Більшість цього трирічного терміну він провів у фарм-клубі «Х'юстон Аерос». У сезоні 2009/10 років набрав 52 очка у 76 матчах регулярного чемпіонату та увійшов до другої збірної усіх зірок АХЛ. 8 квітня 2010 року дебютував у клубі НХЛ «Міннесота Вайлд».
Після завершення сезону 2010/11, Норо був проданий до клубу «Нью-Джерсі Девілс». 1 серпня 2011 року захисник уклав однорічний котракт з клубом НЛА «Амбрі-Піотта». У своєму першому сезоні 2011/12 років, Норо набрав 30 очок у 44 матчах. 6 листопада продовжив контракт на три роки. У сезоні 2012/13 років, набрав 45 очок (10 + 35) та став найрезультативнішим захисником ліги. 
Норо набрав 102 очка у 146 матчах за три сезони, що він провів за швейцарський клуб. 7 липня 2014 року уклав дворічний контракт із клубом Колорадо Аваланч але виступає за фарм-клуб «Лейк Ері Монстерс» (АХЛ). Згодом ще один сезон провів у складі «Сан Антоніо Ремпейж».
У квітня 2016 року Норо підписав дворічний контракт з клубом «Берн».
1 березня 2018 року канадець уклав дворічну угоду з ЦСК Лайонс.
З 2023 року захищав кольори «Рапперсвіль-Йона Лейкерс». Після сезону 2023/24 завершив кар'єру гравця.

## Нагороди та досягнення
- Володар Кубка Шпенглера у складі збірної Канади — 2012, 2016, 2017, 2019.